# تنوع زیستی خاک
تنوع زیستی خاک به رابطه خاک با تنوع زیستی و جنبه‌هایی از خاک که می‌توان نسبت به تنوع زیستی مدیریت کرد اشاره دارد. تنوع زیستی خاک به برخی ملاحظات مدیریت حوضه آبریز مرتبط است.
به گفته سازمان محیط زیست و منابع آب استرالیا، تنوع زیستی عبارت است از «تنوع حیات: گیاهان، جانوران و میکروارگانیسم‌های مختلف، ژن‌های آنها و بوم‌سازگان‌هایی که آنها بخشی از آن هستند.» تنوع زیستی و خاک به شدت با هم مرتبط هستند، زیرا خاک محیطی برای انواع زیادی از جانداران است و تعامل نزدیکی با زیست‌کره گسترده‌تر دارد. برعکس، فعالیت زیست‌شناختی یک عامل آغازین در تشکیل فیزیکی و شیمیایی خاک است.
خاک یک زیستگاه حیاتی، در درجه نخست برای میکروب‌ها (از جمله باکتری‌ها و قارچ‌ها) است، اما همچنین برای ریزیاگان (مانند تک‌یاخته‌ها و نماتدها)، مزوفون‌ها (مانند ریزبندپایان و انکیترایدها) و کلان‌زیاگان (مانند کرم‌های خاکی، موریانه‌ها و هزارپاها) فراهم می‌کند. نقش اصلی بیوتای خاک، بازیافت مواد آلی است که از «شبکه غذایی گیاهی در بالای زمین» مشتق شده‌است.
خاک در همکاری نزدیک با بیوسفر گسترده‌تر است. نگهداری از خاک حاصلخیز «یکی از حیاتی‌ترین خدمات بوم‌سازگان است که جهان زنده انجام می‌دهد» و «محتوای معدنی و آلی خاک باید دائماً پر شود زیرا گیاهان عناصر خاک را مصرف می‌کنند و آنها را از زنجیره غذایی عبور می‌دهند».
همبستگی خاک و تنوع زیستی را می‌توان به صورت مکانی دید. به عنوان مثال، مرزهای پوشش گیاهی طبیعی و کشاورزی، حتی در مقیاس قاره ای و جهانی، نزدیک به مرزهای خاک هماهنگی دارند.

تغییرهای جهانی در اسیدیته خاک: قرمز = خاک اسیدی، زرد = خاک خنثی، آبی = خاک قلیایی و سیاه = بدون داده

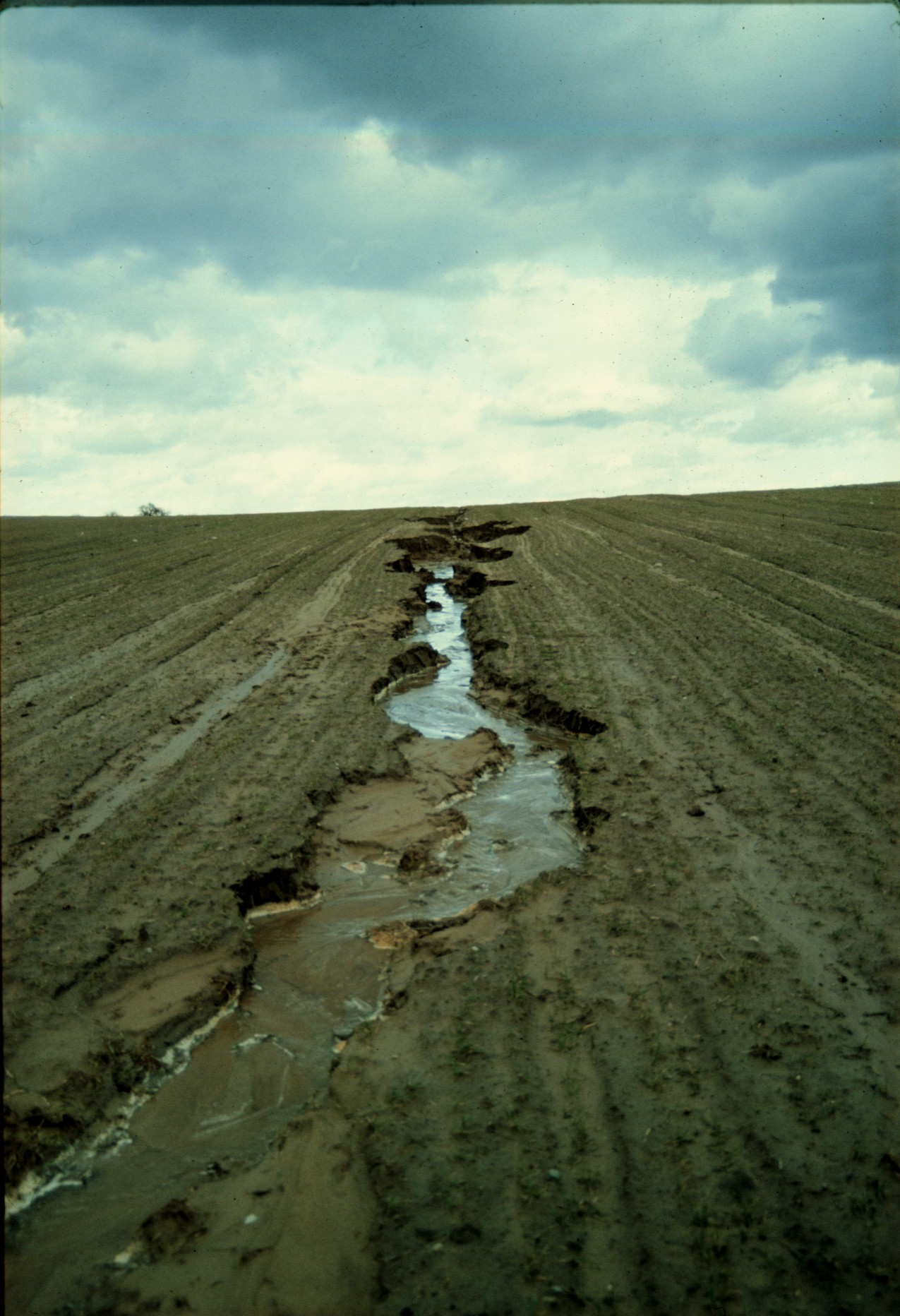
رودخانه‌ای که به‌طور فعال در حال فرسایش مزرعه‌ای با کشاورزی فشرده در آلمان است.